# 庫濟明齊 (海辛區)
48°47′54″N 29°10′6″E / 48.79833°N 29.16833°E
庫濟明齊（烏克蘭語：Кузьминці），是烏克蘭的村落，位於該國西南部文尼察州，由海辛區負責管轄，始建於1500年，面積4.1平方公里，海拔高度205米，2001年人口871，人口密度每平方公里212.54人。